# Capela Protestante (Macau)
A Capela Protestante, juntamente com o Cemitério Protestante, foi construído em 1821 na antiga colónia portuguesa de Macau, China. A capela e o cemitério constituem um importante legado histórico respeitante ao período anterior à ocupação inglesa de Hong Kong. Hoje faz parte da Área Missionária Anglicana de Macau, que por sua vez faz parte da Igreja Anglicana em Hong Kong.
O Cemitério Protestante, juntamente com a Capela Protestante, é incluído na lista dos monumentos históricos do "Centro Histórico de Macau", por sua vez incluído na Lista do Património Mundial da Humanidade da UNESCO.
A capela está adequadamente situada no interior do Cemitério. 
Esta capela de pedra é mais conhecida por "Capela Morrison", em homenagem a Robert Morrison (1782 - 1834), missionário protestante e autor do primeiro dicionário chinês-inglês e da primeira tradução da Bíblia para chinês. Esta capela foi destinada a servir a pequena minoria protestante em Macau. A capela é decorada com vitrais. Um dos vitrais contém a imagem de uma Bíblia aberta, escrita em caracteres chineses a frase: "No princípio era o verbo". De cada lado do altar há imagens de James B. Endicott, um comerciante americano sepultado em Hong Kong e de Henry Davies Margesson, que morreu afogado ao largo de Yokohama quando regressava a Inglaterra depois de ter estado 23 anos na China.